# Andes tigrinus
Andes tigrinus är en insektsart som beskrevs av Ronald Gordon Fennah 1957. Andes tigrinus ingår i släktet Andes och familjen kilstritar. Inga underarter finns listade i Catalogue of Life.